# Pontus Ståhlkloo
Pontus Ståhlkloo (* 5. Juni 1973 in Mora) ist ein ehemaliger schwedischer Snowboarder.

## Werdegang
Ståhlkloo fuhr zu Beginn der Saison 1996/97 in Whistler erstmals im Snowboard-Weltcup der FIS und belegte dabei die Plätze 33 und 17 in der Halfpipe. Im weiteren Saisonverlauf kam er sechsmal unter den ersten Zehn und errang damit den 18. Platz im Gesamtweltcup sowie den siebten Rang im Halfpipe-Weltcup. Bei den Snowboard-Weltmeisterschaften 1997 in Innichen belegte er den 25. Platz in der Halfpipe und den neunten Rang im Snowboardcross. Zudem wurde er schwedischer Meister in der Halfpipe. In der Saison 1997/98 erreichte er mit Platz drei im Snowboardcross in Whistler seine erste Podestplatzierung und zum Saisonende den neunten Platz im Snowboardcross-Weltcup. Bei seiner einzigen Olympiateilnahme im Februar 1998 in Nagano errang er den 18. Platz in der Halfpipe. In der folgenden Saison holte er im Snowboardcross in Olang seinen ersten Weltcupsieg bei der FIS und zum Saisonende den 25. Platz im Gesamtweltcup sowie den sechsten Rang im Snowboardcross-Weltcup. Bei den Snowboard-Weltmeisterschaften 1999 der FIS in Berchtesgaden wurde er Neunter im Snowboardcross. Bei den Snowboard-Weltmeisterschaften im selben Jahr der ISF in Val di Sole holte er die Bronzemedaille im Snowboardcross. In der Saison 1999/2000 gewann er mit je zwei ersten, zweiten und dritten Plätzen den Snowboardcross-Weltcup. Zudem wurde er im Gesamtweltcup Zehnter. Nach Platz zwei in Tignes zu Beginn der Saison 2000/01, siegte er in Whistler und zweimal am Kreischberg. Es folgten fünf Top-Zehn-Platzierungen, darunter Platz zwei in Ruka und gewann damit erneut den Snowboardcross-Weltcup. Außerdem errang er den neunten Platz im Gesamtweltcup. Beim Saisonhöhepunkt, den Snowboard-Weltmeisterschaften 2001 in Madonna di Campiglio, wurde er Sechster im Snowboardcross. In der Saison 2001/02 belegte er den 12. Platz im Snowboardcross-Weltcup und bei seinem letzten Weltcup in Tandådalen den 37. Platz im Snowboardcross.

## Teilnahmen an Weltmeisterschaften und Olympischen Winterspielen

### Olympische Winterspiele
- 1998 Nagano: 18. Platz Halfpipe

### Snowboard-Weltmeisterschaften
- 1997 Innichen: 9. Platz Snowboardcross, 25. Platz Halfpipe
- 1999 Berchtesgaden: 9. Platz Snowboardcross
- 1999 Val di Sole: 3. Platz Snowboardcross
- 2001 Madonna di Campiglio: 6. Platz Snowboardcross

## Weltcupsiege und Weltcup-Gesamtplatzierungen

### Weltcupsiege
| Nr. | Datum            | Ort         | Disziplin      |
| --- | ---------------- | ----------- | -------------- |
| 1.  | 14. März 1999    | Olang       | Snowboardcross |
| 2.  | 20. Februar 2000 | Sapporo     | Snowboardcross |
| 3.  | 12. März 2000    | Innichen    | Snowboardcross |
| 4.  | 8. Dezember 2000 | Whistler    | Snowboardcross |
| 5.  | 5. Januar 2001   | Kreischberg | Snowboardcross |
| 6.  | 6. Januar 2001   | Kreischberg | Snowboardcross |

### Weltcup-Gesamtplatzierungen
| Saison    | Gesamt | Gesamt | Snowboardcross | Snowboardcross | Halfpipe | Halfpipe |
| Saison    | Punkte | Platz  | Punkte         | Platz          | Punkte   | Platz    |
| --------- | ------ | ------ | -------------- | -------------- | -------- | -------- |
| 1996/97   | 475    | 18.    | 850            | 16.            | 1830     | 7.       |
| 1997/98   | 273    | 32.    | 600            | 9.             | 585      | 38.      |
| 1998/99   | 483    | 25.    | 1450           | 6.             | -        | -        |
| 1999/2000 | 650    | 10.    | 5850           | 1.             | -        | -        |
| 2000/01   | 704    | 9.     | 4830           | 1.             | -        | -        |
| 2001/02   | -      | -      | 1350           | 12.            | -        | -        |